# Jean Duppelin
Jean, baron Duppelin, né le 3 avril 1771 à Phalsbourg en Moselle et mort à Toruń en Pologne le 25 janvier 1813, est un général français de la Révolution et de l'Empire.

## Biographie
Soldat au 89e régiment d'infanterie (Royal-Suédois) le 1er juin 1787 et congédié le 1er juin 1791, il entra comme sergent le 8 août suivant dans le 3e bataillon de volontaires de la Meurthe, où il devint adjudant sous-officier le 16 mars 1792, et adjudant-major le 15 juillet 1793. Il avait fait les campagnes de 1792 à 1793 à l'armée des Ardennes. Au commencement de l'an II, il était à l'armée du Nord ; il passa le 7 nivôse de cette année au commandement de la compagnie des grenadiers de son bataillon, et servit de l'an III à l'an VI devant Mayence, sur le Rhin et en Helvétie.
Il reçut deux coups de feu à l'affaire de Guersbach, le 4 messidor an IV, devint chef de bataillon à la 106e demi-brigade de ligne le 1er floréal an VII, et combattit en Italie de l'an VII à l'an IX. Pendant le siège de Gênes, il reçut quatre coups de feu le 16 germinal sur le Montefaccio, et fut signalé à l'ordre de l'armée. Major du 67e de ligne le 30 frimaire an XII, il devint membre de la Légion d'honneur le 11 germinal suivant.
Il fit les guerres d'Italie des ans XIII et XIV, passa le 1er mai 1806 chef de bataillon dans les grenadiers à pied de la garde impériale, et colonel du 85e régiment de ligne le 20 octobre de la même année. Duppelin fit, à la tête de ce corps, les campagnes de 1806 et 1807 à la Grande Armée, et devint officier de la Légion d'honneur le 21 septembre de la même année, et baron de l'Empire ; vers le même temps, l'Empereur l'employa au 3e corps de l'armée d'Allemagne, et lui confia, le 19 juin 1811, le commandement d'une brigade d'infanterie. Passé au 1er corps de la Grande Armée au commencement de 1812, il mourut à Thorn en Prusse le 25 janvier 1813.

## Distinctions
- Commandeur de la Légion d'honneur